# Summer in Paradise
Summer in Paradise es el vigésimoséptimo álbum de estudio de The Beach Boys y el primero de la década de 1990. Se editó en 1992 para los Estados Unidos por medio de Brother Records (a través de un distribuidor independiente, Navarra) y en el Reino Unido al año siguiente por EMI. Navarra presentó la quiebra después de haber distribuido el disco. Durante la reedición de la discografía de la banda entre 2000 y 2001, el álbum no fue reeditado, siendo imposible de conseguir, inclusive su descarga digital es muy intrincada. Es considerado por fanáticos y críticos como el punto más bajo en creatividad del conjunto.
Fue por muchos años el último álbum de The Beach Boys con material nuevo hasta la edición de That's Why God Made the Radio en 2012 durante la reunión del grupo por su cincuenta aniversario.

## Historia
El álbum fue grabado usando una versión Beta de Pro Tools en un ordenador Macintosh Quadra, siendo uno de los primeros discos en hacerlo. Musicalmente, continúa con el estilo de The Beach Boys y de Still Cruisin', en su uso de instrumentos electrónicos. La sección está completamente realizada por ritmos electrónicos en la mayoría de las canciones, con batería programada (aunque no figura así en los créditos), y muchas de las partes del bajo también fueron sintetizadas.
Todos los miembros supervivientes del grupo, excepto Brian Wilson (que se encontraba en un proceso legal para dejar de estar bajo el cuidado del Dr. Eugene Landy) contribuyeron en el proyecto, aunque el único miembro del grupo que realmente toca algún instrumento en las grabaciones fue Bruce Johnston. Van Dyke Parks tocó el acordeón en dos canciones, mientras que Terry Melcher fue pianista. El hijo de Al Jardine, Adam, cantó coros en la canción principal, y Adrian Baker también cantó, muchos de los miembros habituales del grupo de gira no contribuyeron en el disco. Mike Love y Terry Melcher fueron los principales compositores del disco; Johnston fue el único miembro que contribuyó con una canción nueva al disco. Jardine había sido "suspendido" de la banda antes de la grabación del disco, supuestamente por una disputa sobre el contenido del mismo; a pesar de eso, hizo las voces principales en dos de las canciones, y contribuyó en la regrabación de las canciones para el lanzamiento del disco en Reino Unido.
La idea conceptual detrás de la canción que da título al disco, coescrita por Mike Love, fue de preservar el medio ambiente, pero el disco fue diseñado, en palabras de Love, para crear "la banda sonora por excelencia del verano". Cada canción, con excepción de una versión de la canción de 1970 "Forever" y la canción original "Strange Things Happen", trata sobre el verano de un modo u otro. De las doce canciones del álbum, dos canciones son versiones ("Hot Fun in the Summertime" original de Sly & the Family Stone, y "Remember (Walking in the Sand)" original de The Shangri-Las); dos son versiones nuevas de canciones antiguas de The Beach Boys ("Surfin'" y "Forever", esta última cantada por John Stamos); otra combina una canción clásica ("One Summer Night") con una canción nueva de Bruce Johnston ("Slow Summer Dancin'"); y otra toma una canción antigua ("Under the Boardwalk") y añade nueva letra. El resto de las canciones, contienen títulos o referencias en sus letras hacia el verano o el surf, con la excepción de "Strange Things Happen", influenciada por la meditación trascendental. El semi-rap "Summer of Love" estaba concebido originalmente para ser un dúo con Bart Simpson para una fallida película de Los Simpson. La canción finalmente fue usada en un episodio de Los vigilantes de la playa.

## Recepción
El álbum vendió menos de 10.000 copias, tiene la dudosa distinción como el álbum de The Beach Boys con menores ventas. Las bajas ventas de la edición estadounidense contribuyeron al quiebre de la distribuidora Navarra.
Durante dos décadas, Summer in Paradise fue el último álbum de The Beach Boys con material original, sin incluir la versión 2011 de The Smile Sessions, que se había grabado durante 1966-1967. Un álbum provisional nuevo fue Stars and Stripes Vol. 1, una compilación de clásicos de The Beach Boys regrabados con cantantes de country, pero tampoco tuvo mucha difusión. En junio de 2012, se editó That's Why God Made the Radio con una mejor recepción comercial y buenas críticas.

## Lista de canciones
| N.º | Título                                   | Escritor(es)                        | Vocalista principal       | Duración |  |
| 1.  | «Hot Fun in the Summertime»              | Sylvester Stewart                   | Mike Love/Carl Wilson     | 3:29     |  |
| 2.  | «Surfin'»                                | Brian Wilson/Mike Love              | Mike Love/Carl Wilson     | 3:45     |  |
| 3.  | «Summer of Love»                         | Mike Love/Terry Melcher             | Mike Love                 | 2:51     |  |
| 4.  | «Island Fever»                           | Mike Love/Terry Melcher             | Mike Love/Carl Wilson     | 3:27     |  |
| 5.  | «Still Surfin'»                          | Mike Love/Terry Melcher             | Mike Love                 | 4:03     |  |
| 6.  | «Slow Summer Dancin' (One Summer Night)» | Bruce Johnston/Danny Webb           | Bruce Johnston/Al Jardine | 3:23     |  |
| 7.  | «Strange Things Happen»                  | Mike Love/Terry Melcher             | Mike Love/Al Jardine      | 4:42     |  |
| 8.  | «Remember (Walking in the Sand)»         | Shadow Morton                       | Carl Wilson               | 3:31     |  |
| 9.  | «Lahaina Aloha»                          | Mike Love/Terry Melcher             | Mike Love/Carl Wilson     | 3:44     |  |
| 10. | «Under the Boardwalk»                    | Artie Resnick/Kenny Young/Mike Love | Mike Love/Carl Wilson     | 4:07     |  |
| 11. | «Summer in Paradise»                     | Mike Love/Terry Melcher/Craig Fall  | Mike Love                 | 3:52     |  |
| 12. | «Forever»                                | Dennis Wilson/Gregg Jakobson        | John Stamos               | 3:05     |  |